# Луи-Жюль Савойский
Жюль-Луи Савойский (фр. Louis-Jules de Savoie; ит. Luigi Giulio di Savoia)
2 мая 1660, Тулуза — 13 июля 1683, Вена
Был третьим сыном Эжена-Мориса Савойского, графа де Суассона и Олимпии Манчини, племянницы кардинала Мазарини. Приходился старшим братом принцу Евгению Савойскому.
В 1672 году его дядя Эммануил Филиберт Савойский-Кариньянский, пригласил его переехать в Пьемонт, чтобы служить герцогу Савойскому. В 1678 году герцог Виктор Амедей II назначил его генерал-лейтенантом провинции Салуццо.
В военную кампанию 1683 года против турок действовал во главе своего кавалерийского полка. Во время отступления союзной кавалерии от занятой турками крепости Нойхойзель, действовал под началом маркграфа Баденского Людвига-Вильгельма. Драгуны принца прикрывали от татар отступление христианской армии. В бою при Петронеле, около Вены, 7 июля 1683 татары напали на артиллерию и обоз и спровоцировали панику, которая передалась и драгунам. Принц попытался собрать свой полк, однако его лошадь была убита, а сам он, падая, получил сильный ушиб и шесть дней спустя скончался в Вене.
Известие о гибели брата, полученное принцем Евгением в Париже, заставило его поспешить к Вене, чтобы присоединиться к христианской армии.